# زنبق دره (رمان)
زنبق دره (به فرانسوی: Le Lys dans la vallée) نام رمانی‌ست از انوره دو بالزاک، نویسندهٔ اهل فرانسه. این کتاب از آثار ادبی مشهور جهان است.
این کتاب برای نخستین بار توسط م.ا. به آذین به فارسی برداگردانده شد و در سال ۱۳۹۵ تحت عنوان زنبق دشت با ترجمه مهدی سجودی مقدم و در سال ۱۴۰۰ با ترجمه محدثه صادقی منتشر شده‌است.